# Райс, Чарльз
Чарльз М. Райс (англ. Charles M. Rice; род. 25 августа 1952, Сакраменто, Калифорния) — американский вирусолог, который занимается изучением вируса гепатита С. Профессор вирусологии в Университете Рокфеллера. Является лауреатом Нобелевской премии по физиологии или медицине 2020 года совместно с Майклом Хаутоном и Харви Дж. Альтером за открытие вируса гепатита C.

## Награды
- 2005 — Избранный член Национальной академии наук США
- 2005 — Избранный научный сотрудник Американской академии микробиологии
- 2007 — Премия М. В. Бейеринка в области вирусологии[фр.]
- 2015 — Премия Роберта Коха
- 2016 — Премия Артуа-Байе Латура в области здравоохранения[нем.]
- 2016 — Премия Ласкера — Дебейки за клинические медицинские исследования
- 2020 — Нобелевская премия по физиологии или медицине